# Scopula insincera
Scopula insincera är en fjärilsart som beskrevs av Louis Beethoven Prout 1920. Scopula insincera ingår i släktet Scopula och familjen mätare. Inga underarter finns listade.